# رواية اسمها سورية
رواية اسمها سورية رواية أو مشروع روائي في ثلاثة أجزاء تضم أكثر من 1600 صفحة تسرد سيرة حياة مائة من الشخصيات السورية السياسية و الأدبية و الفنية و الاجتماعية و العسكرية و الدينية التي أثرت في الحياة و المجتمع السوري على مدار أكثر من مائة و خمسين عاما. منسق المشروع و صاحب الفكرة هو الصحافي و الناقد الأدبي نبيل صالح شاركه بها أربعون كاتبا بين أديب ومفكر ومؤرخ وناقد وروائي سوري.

## الرواية
الرواية بأجزائها الثلاثة حملت اسمها الرسمي (رواية اسمها سورية.. مئة شخصية ساهمت في تشكيل وعي السوريين في القرن العشرين). كتبت سير الشخصيات بشكل روائي و رتبت وفق التسلسل الزمني مما سهل لاحقا الترابط المنطقي، الزمني و التسلسلي للأحداث.
الإهداء كان باختصار : «إلى الوزير الشهيد، رمز الاستقلال والحرية: يوسف العظمة». يقول نبيل صالح في تقديمه للموسوعة: التاريخ هو حركة الذئاب في الزمن، وكذلك هي الرواية.

## المشاركون
رئيس التحرير: نبيل صالح
لجنة الإشراف: د. محمد محفل- د. أحمد برقاوي- جمال باروت- د. يوسف سلامة.
هيئة التحرير:
فواز حداد- ممدوح عزام- د. عابد إسماعيل- عادل محمود- وائل السواح- سعاد جروس- حسن م.يوسف- نجم الدين سمان- علي الكردي- ناظم مهنا- خضر الآغا- محمد منصور- طه خليل- وفيق يوسف- عقبة زيدان- راشد عيسى- روزا ياسين حسن- عمر كوش- د.سعد الدين كليب- وليد إخلاصي- خيري الذهبي- نبيل سليمان- وفيق خنسة- ياسين رفاعية- عادل أبو شنب - ميشيل كيلو- د.عمر الدقاق- حسين العودات- حسين شحادة- حمدان حمدان- صلاح الدين المحمد- د.نضال الصالح- أحمد بوبس- د.محمد محفل- د.أحمد برقاوي- د.يوسف سلامة- محمد جمال باروت- نبيل صالح.

## وصلات خارجية
- «رواية اسمها سورية»دراماترسم تضاريس المجتمع السوري عبر150عاماً
- «رواية اسمها سورية» كتاب يخوض في الممنوع سورياً
- «رواية اسمها سورية» تحلل الشيفرة الثقافية للسوريين
- نبيل صالح : «رواية اسمها سورية» كتاب يكشف أسرار الوحدة الوطنية
- «رواية اسمها سورية» استقراء لفلسفة تاريخ سورية الحديث